# نیتین کامات
نیتین کامات (انگلیسی: Nithin Kamath؛ زادهٔ ۵ اکتبر ۱۹۷۹) کارآفرین اهل هند است، که در سال ۲۰۱۰ شرکت زیرودها را تأسیس کرد.